# Anouk Herman
Anouk Niko Herman (ur. 1998) – polska pisarka, badaczka gender studies.

## Życiorys
Osoba niebinarna, chodziła do I Liceum Ogólnokształcącego im. Jana Kochanowskiego w Świętochłowicach, ukończyła studia magisterskie na Uniwersytecie Śląskim w 2022 roku i tamże podjęła pracę oraz jest tamże w trakcie studiów doktoranckich – zajmuje się naukowo m.in. gender studies i feminizmem. Mieszka w Katowicach.

## Nagrody i wyróżnienia
- Nagroda Specjalna XXVII Ogólnopolskiego Konkursu Poetyckiego im. Jacka Bierezina za projekt książki poetyckiej dysforie[8] (2021[9])
- wyróżnienie w konkursie „Podaj Frazę” Instytutu Literatury w Krakowie[10] (2022[11])
- Nagroda Literacka im. Wiesława Kazaneckiego 2023 w kategorii debiut roku za tom right into pod tramwaj[12]
- nominacja do Nagrody Literackiej Gdynia 2023 w kategorii poezja za tom right into pod tramwaj[13]
- nominacja do Wrocławskiej Nagrody Poetyckiej Silesius 2025 w kategorii książka roku za tom Silesian Gothic[14].

## Twórczość
Debiutowała publikacją w antologii Nowego Dokumentu Tekstowego 2021 Pragnienie. Publikowała n.in. w kwartalniku „Nowy Napis”, „Bibliotece Pana Cogito”, „Bibliotece Krytyki Literackiej”, „ArtPapierze”, „Zoophilologica”, „Czasie Kultury”, „Śląskich Studiach Polonistycznych”. Publikacje książkowe:
- right into pod tramwaj (2022)
- Nigdy nie będziesz szło samo, powieść młodzieżowa (2023)[5]
- Silesian Gothic, książka poetycka[17] (2024)[18]